# Zoo di San Diego
Lo zoo di San Diego è uno dei più grandi e famosi zoo del mondo e attualmente ospita circa 4.000 animali di più di 800 specie diverse, occupando una superficie di 430 mila metri quadrati. È una delle attrazioni turistiche più famose della città di San Diego ed è uno dei pochi zoo al mondo che può vantare la presenza di un panda gigante tra le sue attrazioni.

## Aree ed animali
Lo zoo ospita circa 4.000 animali di circa 800 specie ed una collezione botanica di oltre 700.000 piante.

### Wildlife Explorer Basecamp
In questa area si possono trovare lo zoo dei bambini, un padiglione in cui è possibile accarezzare gli animali ed una piccola voliera.
- Nettarinidi
- Pipridi
- Traupidi
- Organisti
- Mielero viola
- Tucano montano beccoplaccato
- Aracari verde
- Binturong
- Colibrì
- Pecora
- Capra
- Coati rosso
- Coniglio
- Maiale
- Pollo
- Pony
- Eterocefalo glabro
- Volpe del deserto
- Ocelotto
- Topo
- Ara
- Tamandua meridionale
- Istrice
- Xenopo liscio

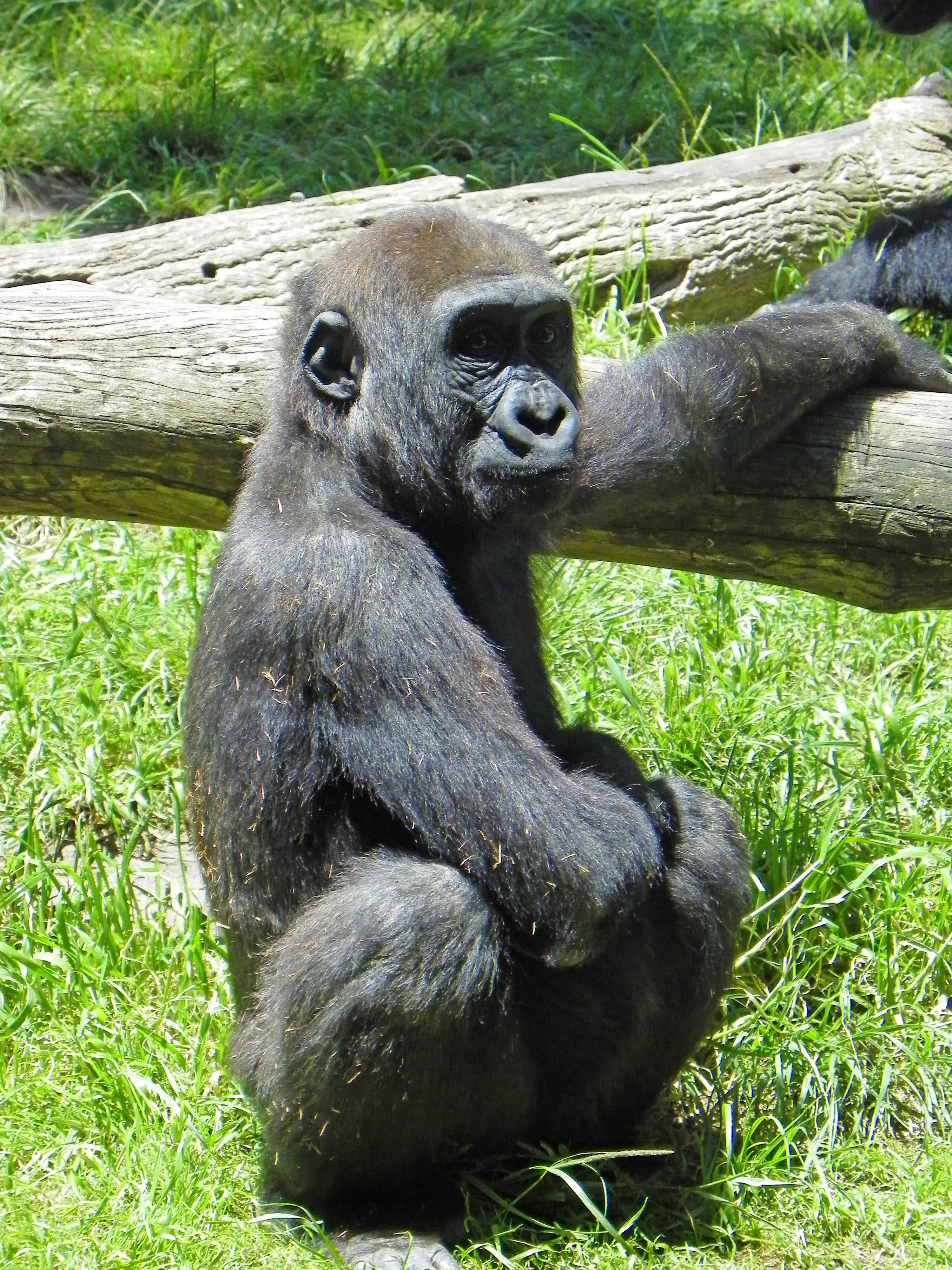
Un giovane gorilla.

Inoltre, si può trovare un'esposizione di insetti e di rettili.
- Alligatore della Cina
- Coccodrillo di Johnson
- Rana muschio
- Drago di Komodo
- Iguana delle Tonga
- Dracena della Guiana
- Varano
- Varano della steppa
- Lucertola ocellata
- Pseudopo apodo
- Testuggine africana
- Tartaruga leopardo
- Tartaruga delle Galapagos
- Testuggine raggiata
- Testuggine palustre europea
- Anaconda
- Cobra
- Pitone
- Naja
- Crotalo muto
- Serpente asiatico della vite
- Pitone dalla testa nera
- Pitone di Boelen
- Vipera Macchiata delle Palme
- Vipera delle montagne etiopi

### Lost Forest
Basata sulla vera foresta pluviale dell'Ituri, a nord-est della Repubblica Democratica del Congo, quest'area è stata aperta nel 1999 ed ospita diverse animali della foresta pluviale tropicale dell'Africa centrale. Sei gorilla sono ospitati nello zoo in un'area di 740 m2 ed il percorso degli ippopotami, l'Hippo Trail, permette di ammirare questi animali sott'acqua.
- Cefalofo nero
- Cefalofo dal dorso giallo
- Okapi
- Ippopotamo
- Ippopotamo pigmeo
- Bufalo africano delle foreste
- Cercopiteco di Brazzà
- Cercopiteco di palude
- Cercopiteco nasobianco del Congo
- Cercocebo moro
- Colobo dell'Angola
- Cebo dai cornetti
- Bonobo
- Gorilla di pianura occidentale[4]
- Gorilla orientale[4]
- Gorilla di montagna[4]
- Gorilla di pianura orientale[4]
- Mandrillo
- Lontra dalla gola macchiata
- Tilapia

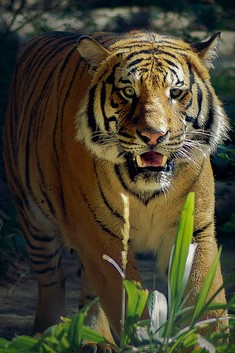
Tigre.

- Coccodrillo dal muso stretto africano
- Testuggine frittella
- Turaco azzurro gigante
- Storno smeraldino
- Tortora tamburina
- Aquila coronata
- Pavone del Congo

È stata anche creata un'area ispirata alla foresta pluviale tropicale asiatica: 780 m2 per diverse specie di scimmie asiatiche (accostati da una finestra di 34 metri per osservare gli animali) ed un percorso, Tiger Trail, per poter osservare le tigri.
- Orango di Sumatra
- Orango del Borneo
- Siamango
- Gibbone dalle mani bianche
- Gibbone dalle guance bianche
- Tigre malese
- Gatto viverrino
- Gaviale del Gange
- Martin pescatore dal collare
- Tantalo Cinereo
- Ciconidi
- Tapiro della gualdrappa
- Babyrousa
- Cinghiale dalle verruche delle Visayas

In questa area possiamo trovare infine due voliere: la Scripps Aviary e l'Owens Aviary, casa di circa 200 uccelli di 45 specie diverse.

### Northern Frontier
Aperto nel 1996 e rinnovato nel marzo 2010, ospita più di 30 specie che rappresentano l'artico. Gli animali simboli dell'area sono tre orsi polari: Kalluk, Chinook e Tatqiq. È presente una piscina di 490.000 litri con delle vetrate per permettere ai visitatori di osservare gli orsi nuotare.

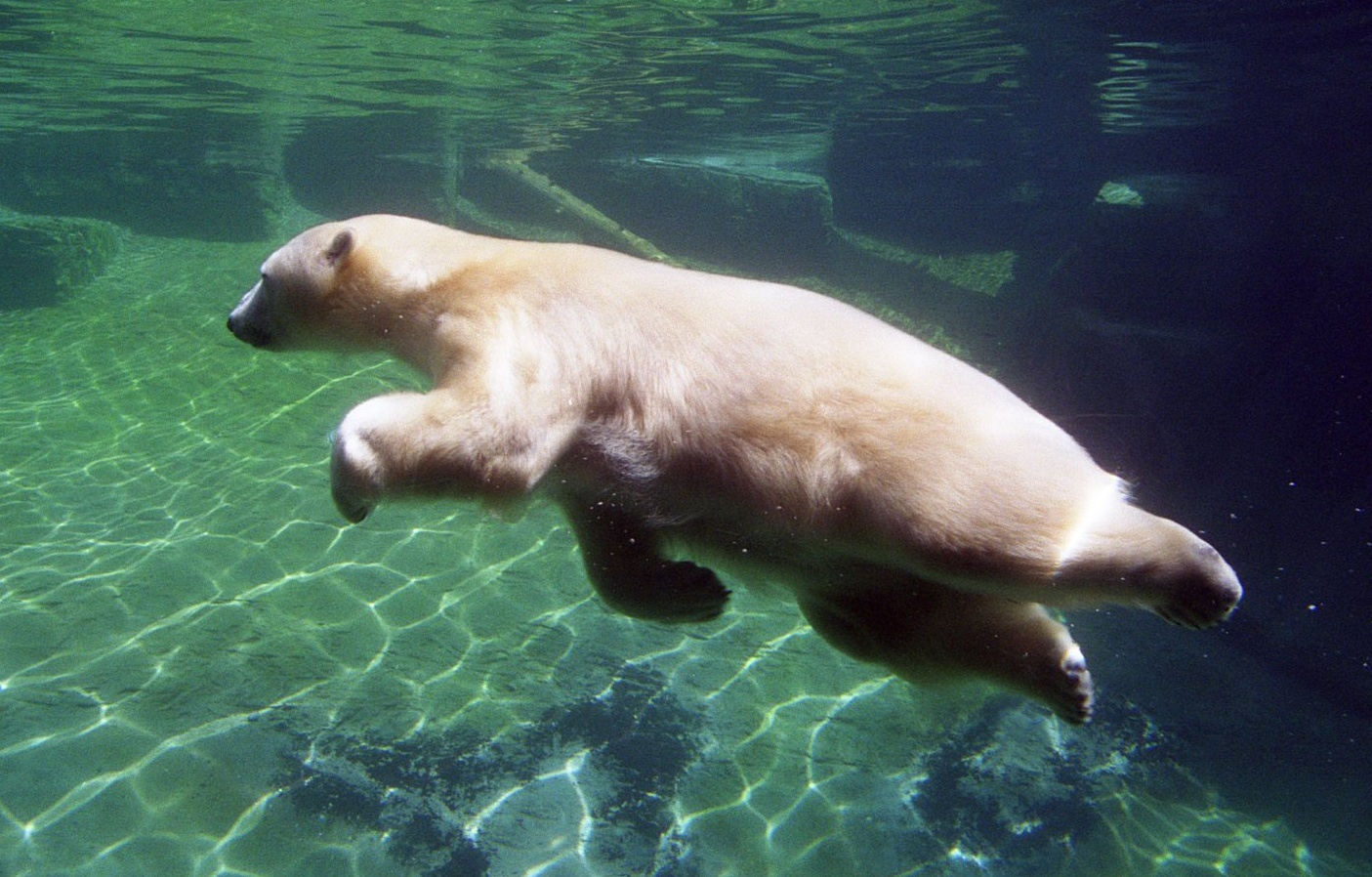
Un orso polare mentre nuota.

Il laghetto delle papere ha una temperatura di circa 12/15 °C.
- Orso polare
- Orsetto lavatore
- Volpe artica
- Renna
- Aythyni
- Quattrocchi minore
- Moretta arlecchina
- Moretta codona
- Moriglione testarossa
- Moriglione dorsotelato
- Pesciaiola
- Fischione eurasiatico
- Fischione americano
- Fischione del Cile
- Codone comune

Dopo l'area riservata per animali artici, sempre in quest'area possiamo trovare:
- Puma
- Puma orientale
- Crisocione
- Goral della Cina
- Formichiere gigante
- Pecari del Chaco
- Marà della Patagonia
- Mosco siberiano
- Antilope pigmea
- Gazzella di Cuvier
- Gazzella di Speke
- Bontebok
- Zebra di Grévy
- Cudù minore
- Gerenuk
- Anoa di pianura
- Aquila di mare di Steller
- Condor delle Ande
- Aquilastore ornato
- Aquila arpia

### Panda Canyon
Lo zoo di San Diego è uno dei quattro zoo degli Stati Uniti ad aver panda giganti ed è lo zoo con più successo in termini di riproduzione di questi animali.

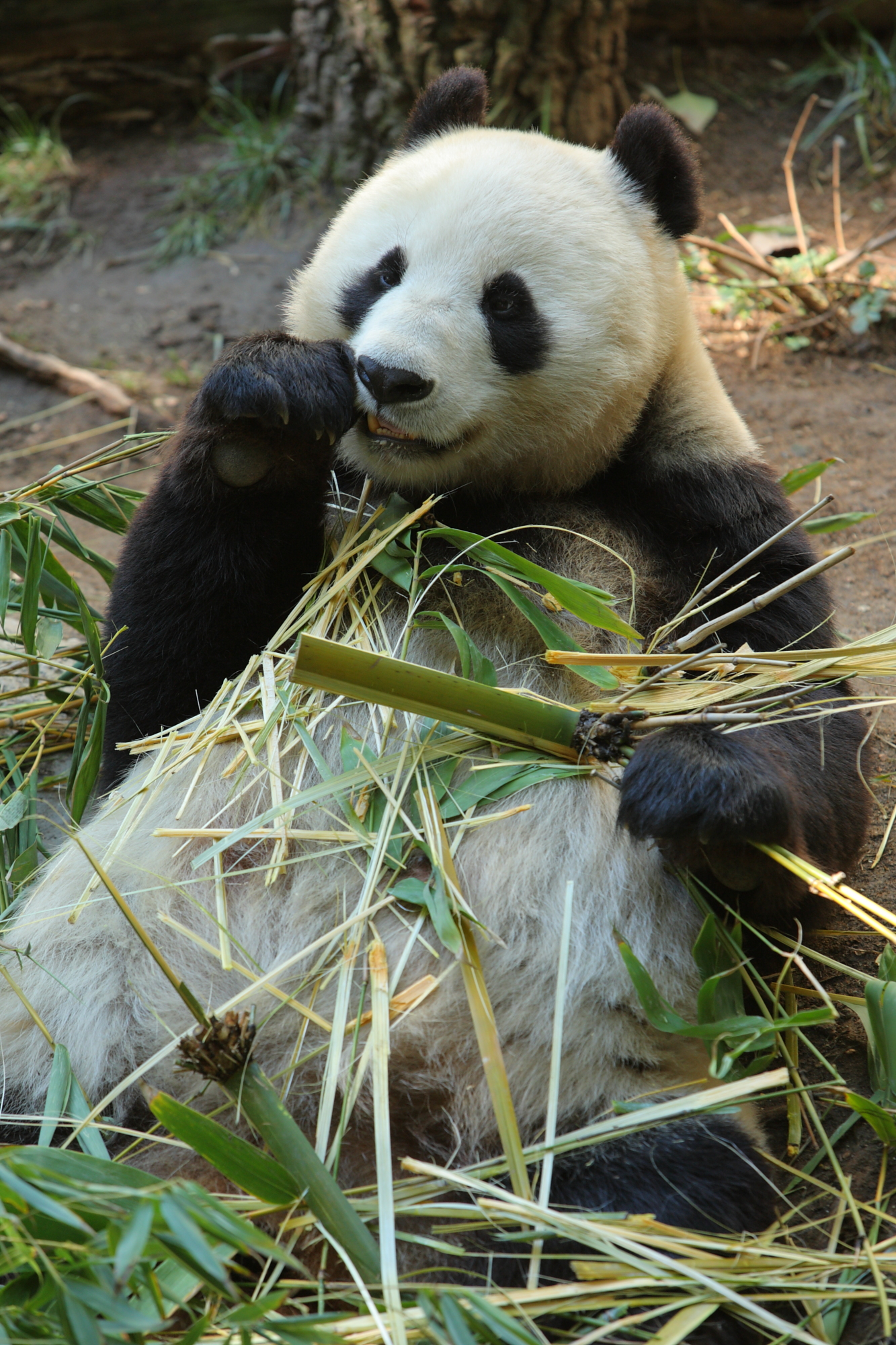
Bai Yun, panda gigante, madre di sei cuccioli nati nello zoo di San Diego: Hua Mei (1999), Mei Sheng (2003), Su Lin (2005), Zhen Zhen (2007), Yun Zi (2009) e Xiao Liwu (2012).

I primi due cuccioli di panda gigante nati in territorio statunitense e sopravvissuti fino all'età adulta, Hua Mei (femmina, nata da Bai Yun e Shi Shi) e Mei Sheng (maschio, nato da Bai Yun e Gao Gao), sono nati nello zoo rispettivamente nel 1999 e nel 2003. Da allora sono nati altri quattro cuccioli da Bai Yun e Gao Gao tramite concepimento naturale: Su Lin (femmina), Zhen Zhen (femmina), Yun Zi (maschio) e Xiao Liwu (maschio). Il sesto cucciolo, Xiao Liwu (che significa: "piccolo regalo"), è nato il 29 luglio 2012 ed è stato esposto al pubblico per la prima volta il 9 gennaio 2013.
Questi cuccioli, tranne Xiao Liwu, sono stati rimandati in Cina per partecipare al programma di riproduzione. I panda giganti attualmente ospitati nello zoo sono Bai Yun, Gao Gao e Xiao Liwu, visibili anche dal web tranne un camera live: la San Diego Zoo panda cam.
Nel panda canyon sono ospitate, inoltre, queste specie animali:
- Panda minore
- Takin del Sichuan
- Leopardo delle nevi
- Crotalo di Mangshan

### Asian passage
Questa zona di circa 1,5 acri (0,61 ettari), costata circa 3.5 milioni di dollari, ha aperto nel 1989. Questa zona esibisce centinaia di piante esotiche e più di 85 specie di piante del genere zingiber.
Simbolo di quest'area è l'orso malese, anche denominato "orso del sole", il membro più piccolo della famiglia degli orsi.
- Orso grizzly
- Orso malese
- Orso bruno dell'Amur
- Orso dagli occhiali
- Istrice dalla coda bianca
- Iena macchiata
- Leopardo dell'Amur[18]
- Presbite dalla cresta
- Scimmia dalla barba bianca
- Gibbone dal ciuffo
- Còlobo
- Presbite di Francois
- Aye-aye
- Lontra di fiume nordamericana
- Bucero rugoso
- Irena
- Tortore beccafrutta

### Elephant Odyssey
Questa zona ha aperto il 23 maggio 2009. Con un'estensione di 2,5 acri, questa area è circa il triplo del precedente habitat per gli elefanti dello zoo, Elephant Mesa.
- Elefante africano di savana
- Elefante indiano
- Elefante dello Sri Lanka
- Leone
- Giaguaro
- Guanaco
- Dik-dik di Kirk
- Antilocapra americana
- Cavallo di Przewalski
- Asino
- Lama
- Dromedario
- Bisonte americano
- Tapiro di Baird
- Tapiro malese
- Capibara
- Bradipo bidattilo
- Oca dallo sperone
- Condor della California
- Serpentario
- Scarabeo rinoceronte
- Scarabeo mimo della morte blu
- Insetto foglia secca
- Tarantola dalle ginocchia rosse
- Sceloporo occidentale
- Rana arboricola del Pacifico
- Tritone californiano del Pacifico
- Lucertola fianco macchiato
- Rospo californiano
- Testuggine palustre marmorizzata
- Scinco occidentale
- Crotalo rosso
- Serpente a sonagli macchiato
- Crotalo settentrionale
- Bucorvo abissino
- Marabù africano

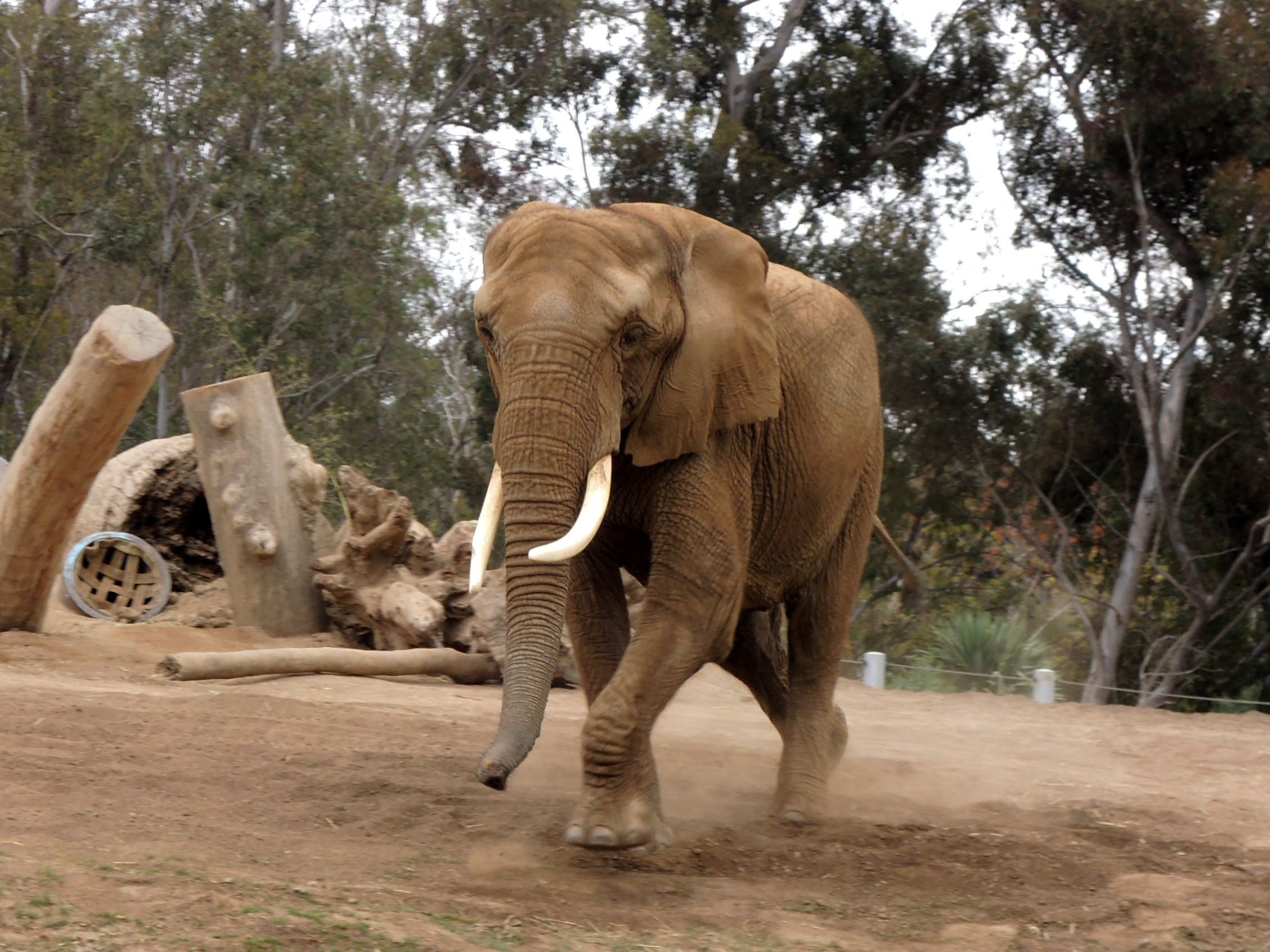
Elefante africano.

Inoltre, questa zona presenta include una mostra di animali antichi a grandezza naturale nei pressi delle loro controparti contemporanee; tra queste forme di vita antiche rappresentate abbiamo il mammut columbiano, la tigre dai denti a sciabola, il leone americano, il ghepardo americano, il teratornis di Merriam, l'aquila di Daggett ed il bradipo terricolo di Jefferson, oltre che ad una ricostruzione e pannelli illustrativi di La Brea Tar Pits.

### Africa Rocks
Quest'area mette in risalto la biodiversità dell'Africa. Costata 60 milioni di dollari (donati allo zoo da oltre 3800 utenti), è stata aperta il 1º luglio 2017.
La Conrad Prebys Africa Rocks è divisa in sei habitat.

#### Cape Fynbos
Il Cape Fynbos ospita i pinguini del Capo, pinguino diffuso in Sudafrica e su alcune isole della Namibia. Questo habitat mette a disposizione dei pinguini una vasca da circa 760.000 l di acqua con una profondità di oltre 3 m. È stata inoltre costruita una spiaggia di ciottoli ed un'area di nidificazione. Un gruppo di 20 pinguini è stato spostato nell'habitat il 22 giugno 2017 in preparazione all'apertura.
Con i pinguini sono stati introdotti anche dodici squali leopardo tra i 5 ed i 20 anni. Questi animali non vivono insieme in natura, ma i pinguini vivono con una specie di squalo simile. Questi squali si nutrono di crostacei (granchi, gamberi) che catturano sul fondale e non sono quindi un pericolo per i pinguini.
- Pinguino del Capo
- Squalo leopardo

#### Acacia Woodland
Questa zona ospita un gruppo di cercopitechi verdi, scimmie che tipicamente si nutrono di acacia erioloba, tema su cui è basato l'habitat.
Il leopardo in mostra in questo habitat non è il leopardo africano, ma il leopardo dell'Amur, originario delle zone montane della taiga e altre foreste temperate in Corea, Cina nord-orientale e della Russia orientale che in natura è sul punto di estinguersi. Lo zoo partecipa ad un piano di sopravvivenza del Leopardo dell'Amur, programma di riproduzione che punta a preservare questo raro grande felino. Si possono trovare anche il leopardo e la pantera nera.
- Cercopiteco verde
- Leopardo dell'Amur
- Leopardo
- pantera nera

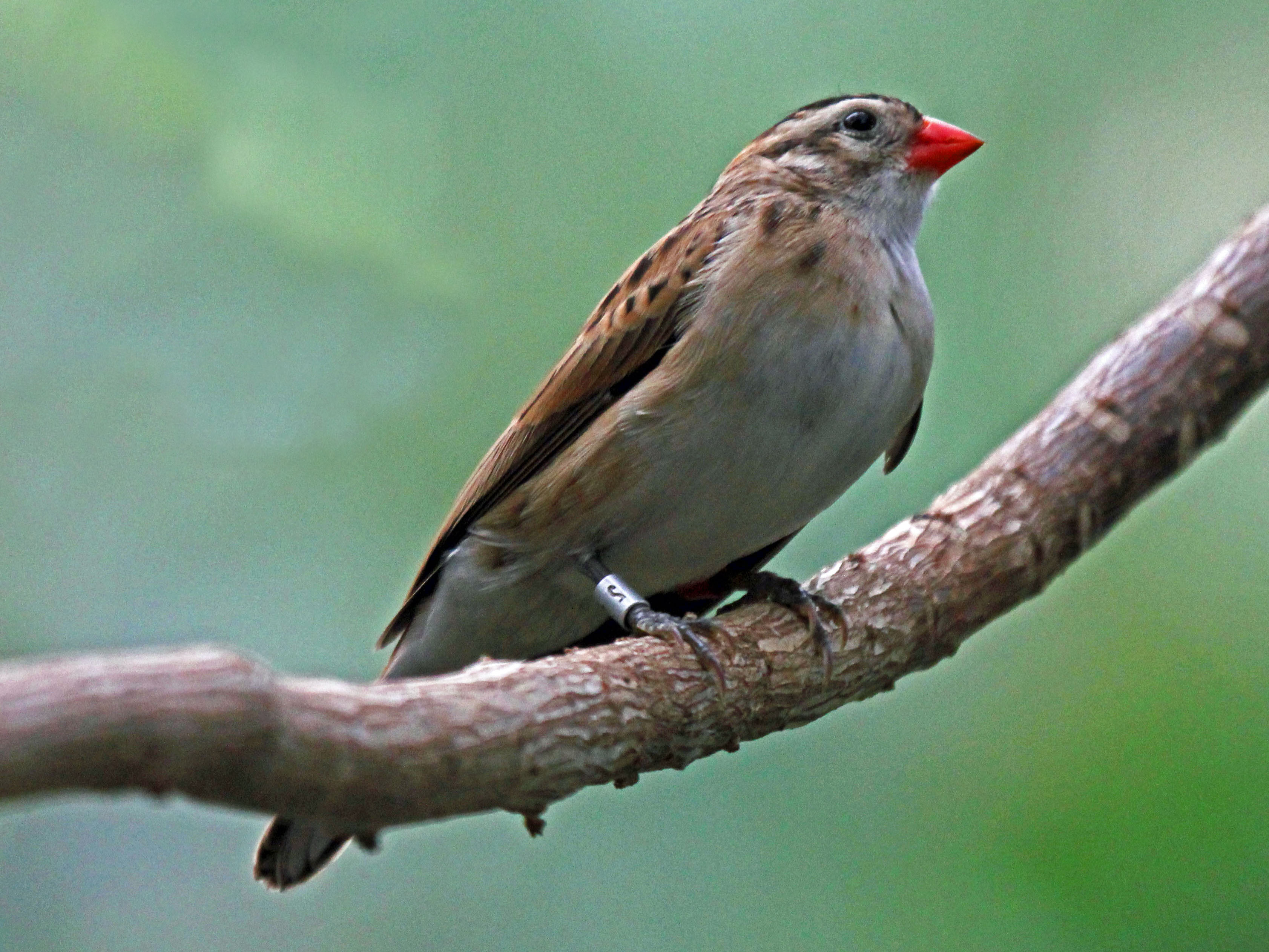
Vedova domenicana.

Questo habitat ha, inoltre, una voliera.
- Amaranto del Senegal
- Astrilde di Sant'Elena
- Beccaccino dorato
- Becco d'argento
- Bengalino ventre arancio
- Combassù del Senegal
- Cordon blu
- Cossifa caponiveo
- Francolino collogiallo
- Granatino violaceo
- Gruccione frontebianca
- Gruccione golabianca
- Inseparabile di Fischer
- Jacana africana
- Melba
- Nettarinia multicolore
- Nonnetta maggiore
- Oca pigmea africana
- Pernice delle rocce
- Pernice di mare
- Storno ametista
- Storno dal petto dorato
- Tessitore testanera
- Tessitore dei bufali testabianca
- Tortora boschereccia macchiesmeraldo
- Tortora del Namaqua
- Turaco ventrebianco
- Uccello topo nucablu
- Vedova del paradiso
- Vedova domenicana
- Vedova dorsodorato
- Vescovo dorato

#### Madagascar Forest

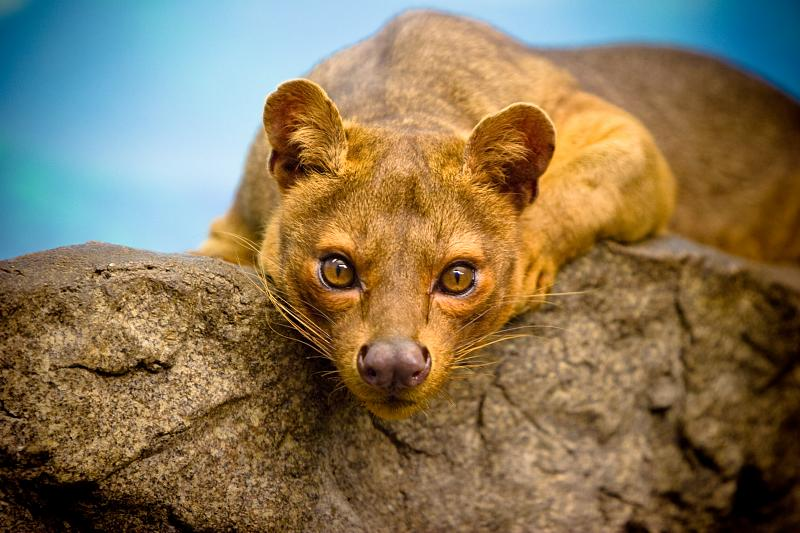
Fossa.

Lo zoo ha aderito ad un programma di riproduzione per lemuri provenienti dal Madagascar, per assicurare una sana crescita di queste specie, tutte in pericolo di estinzione. Alcuni di questi lemuri vengono esibiti insieme, anche se in natura non vivono nella stessa area; in questo habitat viene anche conservato il loro nemico principale: il fossa.
- Lemure dalla coda ad anelli
- Vari rosso
- Lemure dal collare
- Lemure dagli occhi azzurri
- Sifaka di Coquerel
- Fossa
- Tasso del miele
- Vari bianconero
- Lemure bruno
- Testuggine raggiata
- Ratto gigante malgascio
- Lemure macaco
- Microcebo murino

#### Ethiopian Highlands
L'Ethiopian Highlands esibisce due specie di primati unici: l'amadriade ed il gelada.
Lo zoo di San Diego è il secondo zoo del Nord America ad ospitare il babbuino gelada, dopo lo zoo del Bronx. Il maschio alpha Juma guida un gruppo di soli membri maschi Mahbub, Saburi, Abasi, Diwani e Valentino. Arrivati allo zoo il 7 settembre 2016 dal giardino zoologico Wilhelma di Stoccarda in Germania, dove vivevano con altri 44 gelada, verranno introdotti ad esemplari femminili in futuro.

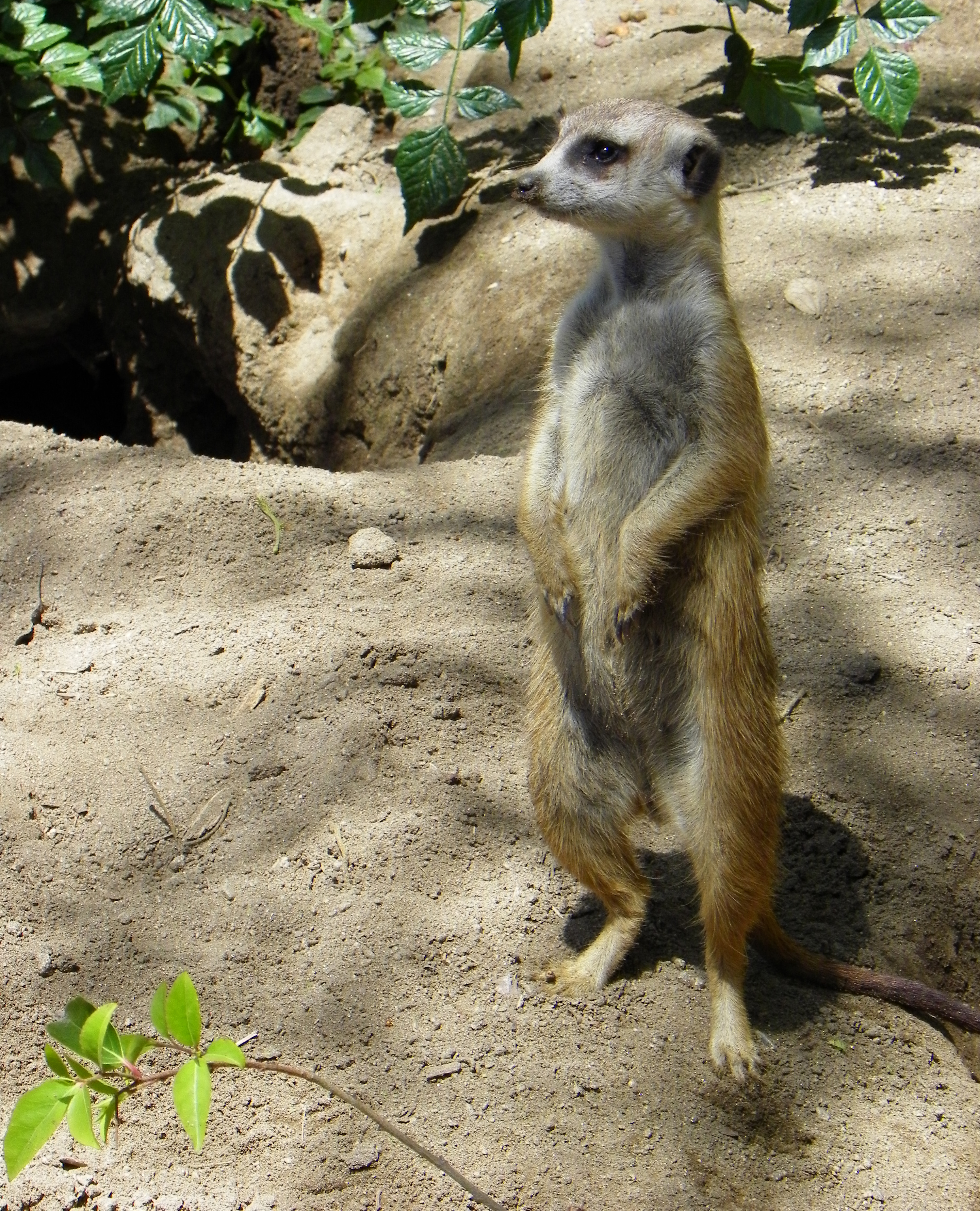
Suricato.

Il gruppo vive con una mandria di stambecchi della Nubia.
Animali:
- Stambecco della Nubia
- Gelada
- Amadriade

#### Kopje Woodland
Il kopje è un rilievo granitico o un piccolo monte isolato emergente nel mezzo di una piana o di un'area a rilievo moderato. Kopje è il termine utilizzato nell'Africa centrale e meridionale, ma possono essere anche denominate monadnock.
Il Kopje Woodland dello zoo di San Diego è la casa di diversi tipi di animali che vivono in natura in ambienti simili:
- Saltarupi
- Irace del Capo
- Mangusta nana comune
- Falco giocoliere
- Suricato
- Serval

#### West African Forest
Questo habitat offre ai visitatori una cascata di 20 m (65 ft), la cascata artificiale più grande di San Diego.
Nella pozza che si crea ai piedi della cascata si possono trovare il coccodrillo nano, la tartaruga del Madagascar dalla grande testa e la tartaruga del fango africana.
Animali:
- Coccodrillo nano
- Tartaruga del Madagascar dalla grande testa
- Tartaruga del fango africana

### Australian outback
Quest'area dedicata agli ambienti australiani, anche chiamata Koalafornia, ha aperto nel maggio 2013. All'ingresso dell'habitat vi sono un gruppo di pali totemici tra i 2 ed 4 m, che sia nella cultura australiana che nord americana hanno un significato simbolico particolare per una persona, un clan o una tribù, ed al quale ci si sente legati per tutta la vita.
Lo zoo ha accolto il primo diavolo della Tasmania nell'ottobre 2013, parte di un programma australiano di conservazione della specie.

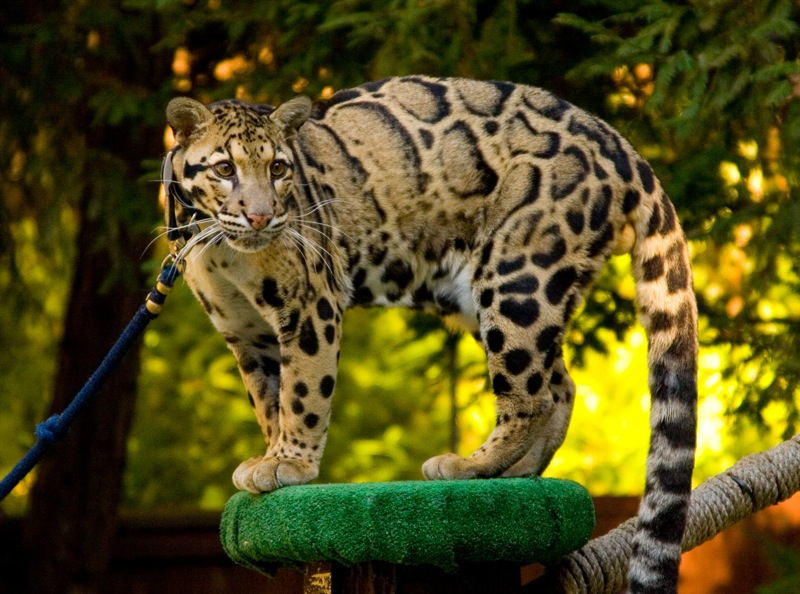
Leopardo nebuloso.

- Koala
- Diavolo della Tasmania
- Vombatidi
- Formichiere spinoso
- Canguro arboricolo di Goodfellow
- Coda ad anello comune
- Wallaby parma
- Diamante di Gould
- Mangiamiele faccia azzurra
- Pavoncella mascherata
- Uccello giardiniere pettofulvo
- Kookaburra sghignazzante
- Cacatua delle palme

### Urban Jungle
Nel dicembre 2012 lo zoo ha accolto due cuccioli di leopardo nebuloso di 14 settimane.
- Leopardo nebuloso[35]
- Ghepardo
- Giraffa Masai
- Gazzella di Soemmerring
- Canguro rosso
- Binturong
- Tamandua
- Rinoceronte indiano
- Cammello
- Potamochero
- Porcospino
- Fenicottero
- Bucorvo cafro

## Curiosità
Lo Zoo di San Diego è stato, inoltre, la location del primo video della storia caricato su YouTube, da Jawed Karim, co-fondatore dell'azienda. Il video in questione è semplicemente intitolato: "Me at the zoo" (Io allo zoo).